# هر کی راکت داشته باشه می‌تونه سفر کنه
هر کی راکت داشته باشه می‌تونه سفر کنه (به انگلیسی: Have Rocket, Will Travel) یک فیلم کمدی علمی تخیلی آمریکایی با بازی سه کله‌پوک است که در سال ۱۹۵۹ منتشر شد. در این زمان، این سه نفر متشکل از مو هوارد، لری فاین، و «سومین کله‌پوک» جدید جو دریتا (به نام «جو فرفری») بودند. این فیلم بلند که به وسیله کلمبیا پیکچرز منتشر شد، در اواخر دهه ۱۹۵۰ تولید شد. بازیگران مکمل این فیلم آنا لیزا و رابرت کولبرت بودند.

## پیرنگ
کله‌پوک‌ها سرایدارانی هستند که در یک مرکز فضایی کار می‌کنند و به‌طور تصادفی به زهره می‌روند. آن‌ها با یک تکشاخ سخنگو، یک رتیل غول‌پیکر آتش‌نفس و یک کامپیوتر فضایی مواجه می‌شوند که تمام زندگی روی این سیاره را نابود کرده‌است و سه ربات شیطانی همانند سه کله‌پوک فیلم می‌سازد. وقتی سه کله‌پوک پیروزمندانه به خانه بازمی‌گردند، با استقبالی گسترده مواجه می‌شوند. یک مهمانی به افتخار آنها تبدیل به یک مبارزه و بزن بزن حسابی میان همه می‌شود که با ورود ربات‌های شیطانی پیچیده‌تر می‌شود. قهرمانان ما و دوست اسب شاخدارشان موفق به فرار شدند.